# 36 Dywizja Piechoty (USA)

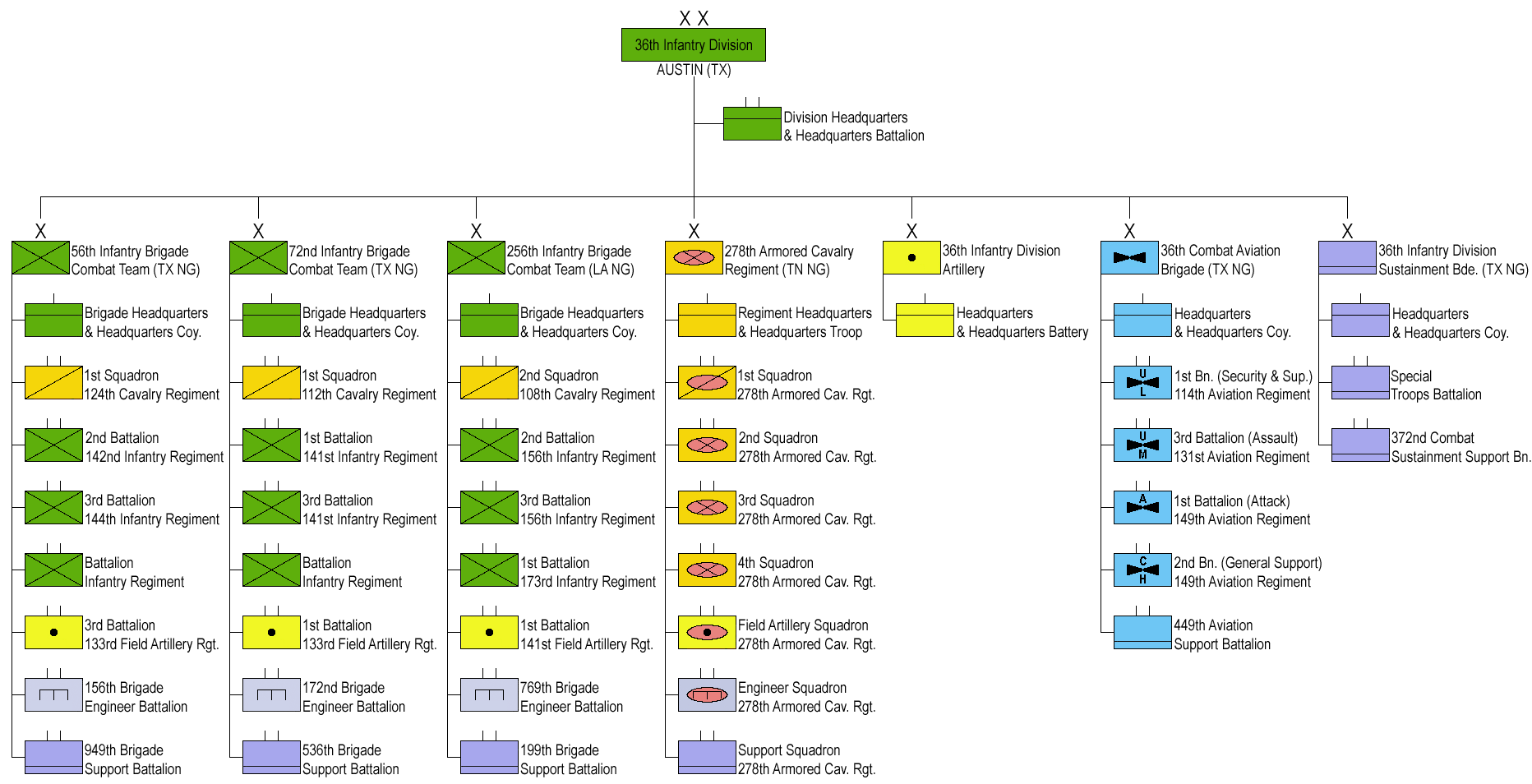
Struktura dywizji

36 Dywizja Piechoty (ang. 36th Infantry Division) – związek taktyczny Gwardii Narodowej stanu Teksas.

## I wojna światowa
Dywizja została utworzona w lipcu 1917 z Gwardii Narodowej stanów Teksas i Oklahoma. W lipcu 1918 dotarła do Europy i walczyła na froncie w ostatnich miesiącach wojny, tracąc 466 zabitych i 2118 rannych. Po zakończeniu wojny dywizję rozwiązano w czerwcu 1919.

## II wojna światowa
Dywizję aktywowano ponownie 25 listopada 1940 jako dywizję Gwardii Narodowej stanu Teksas. W kwietniu 1943 dywizja dotarła do Afryki Północnej gdzie kontynuowała szkolenie. Weszła do walk we wrześniu 1943 podczas lądowań pod Salerno. Pomimo strat dywizja walczyła nieprzerwanie do 12 marca 1944, biorąc udział w bitwie o Monte Cassino. 20 stycznia 1944 dywizja podjęła nieudaną próbę przekroczenia rzeki Rapido na południe od Cassino. Atak zakończył się klęską, dywizja straciła ponad dwa tysiące zabitych, rannych i wziętych do niewoli, a pododdziały które przekroczyły rzekę musiały wycofać się. Jedyną korzyścią z ataku było odwrócenie uwagi Niemców od nadchodzącej operacji Shingle. Największe straty poniosły 141 i 143 pułki piechoty, które próbowały przekroczyć rzekę. 142 pułk był w odwodzie i uniknął strat. W lutym pułk ten wziął udział w walkach na północ od Cassino, wspierając 34 DP.
Po kilku miesiącach odpoczynku i uzupełniania strat, 25 maja dywizja wylądowała pod Anzio i 5 czerwca weszła do Rzymu. 15 sierpnia wylądowała w południowej Francji w trakcie operacji Dragoon, następnie walczyła w Alzacji. Zakończyła wojnę w południowych Niemczech. Po wojnie dywizja wróciła do Stanów Zjednoczonych i została rozwiązana 15 grudnia 1945.

## Stan obecny
Dywizja została utworzona ponownie 1 maja 2004 jako dywizja Gwardii Narodowej stanu Teksas, z rozwiązanej 49 Dywizji Pancernej.